# Mathias Brugger
Mathias Brugger (6 agosto 1992) è un multiplista tedesco.

## Palmarès
| Anno | Manifestazione    | Sede      | Evento    | Risultato | Prestazione | Note                          |
| ---- | ----------------- | --------- | --------- | --------- | ----------- | ----------------------------- |
| 2010 | Mondiali juniores | Moncton   | Decathlon | dnf       | dnf         |                               |
| 2011 | Europei juniores  | Tallinn   | Decathlon | Argento   | 7853 p.     | Miglior prestazione personale |
| 2012 | Europei           | Helsinki  | Decathlon | dnf       | dnf         |                               |
| 2015 | Europei indoor    | Praga     | Eptathlon | 11º       | 5846 p.     |                               |
| 2016 | Mondiali indoor   | Portland  | Eptathlon | Bronzo    | 6126 p.     | Miglior prestazione personale |
| 2016 | Europei           | Amsterdam | Decathlon | 9º        | 7886 p.     |                               |
| 2017 | Europei indoor    | Belgrado  | Eptathlon | 8º        | 5954 p.     |                               |
| 2017 | Mondiali          | Londra    | Decathlon | dnf       | dnf         |                               |
| 2018 | Europei           | Berlino   | Decathlon | dnf       | dnf         |                               |